# Entomophthora culicis
Entomophthora culicis är en svampart som först beskrevs av Alexander Karl Heinrich Braun, och fick sitt nu gällande namn av Johann Baptist Georg Wolfgang Fresenius 1858. Entomophthora culicis ingår i släktet Entomophthora och familjen Entomophthoraceae.   Inga underarter finns listade i Catalogue of Life.